# Уайт, Лео
Лео Уайт (англ. Leo White; 10 ноября 1882 — 20 сентября 1948) — американский и английский актёр театра и кино, известный благодаря участию во многих фильмах Чарли Чаплина. За 37 лет своей кинокарьеры снялся в около 400 фильмах.

## Биография
Родился в Германии, вырос в Англии, где начал свою сценическую карьеру. Он был приглашён в Соединённые Штаты Америки известным бродвейским импресарио Даниэлем Фроманом. Он начал свою карьеру в кино в 1911 году, и в 1913 году перешёл в кинокомпанию «Essanay Studios». В 1915 году он начал появляться в комедиях Чаплина и продолжал сниматься в фильмах кинокомпании «Mutual Film Corporation». Его последним появлением в фильме Чаплина была небольшая роль парикмахера в «Великом диктаторе», вышедшем в 1940 году.
Уайт, как правило, играл щеголеватых злодеев или дворян.
У Лео Уайта был опыт работы и кинорежиссёром. После того как Чарли Чаплин покинул «Essanay», киностудия приняла решение снятый им фильм «Чарли Чаплин высмеивает „Кармен“» перемонтировать, выпустив не как картину в двух частях, а как полнометражный фильм. Сцены с новым персонажем, доном Ремендадо, которого играл Бен Тёрпин, поручили снять Лео Уайту. Сцены с Чаплином дополнили обрезками его дублей, и к выходу в свет 22 апреля 1916 года фильм разросся до четырёх частей, после чего Чаплин судился с компанией, но потерпел неудачу. В 1918 году «Essanay» из фрагментов выпущенных картин «Полиция» и «Работа», а также двух частей неоконченной ленты «Жизнь» (режиссёром всех трёх картин был Чаплин), решила смонтировать новый фильм. Лента получила название «Тройная неприятность», а отдельные сцены было поручено доснять Лео Уайту. Также Уайт руководил монтажом киноальманаха «Обозрение творчества Чаплина в „Эссеней“».

## Фильмография
- 1915 — Его новая работа — актёр в роли гусарского офицера / клерк
- 1915 — Ночь напролёт — денди / клерк
- 1915 — Чемпион — букмекер-аферист
- 1915 — В парке — граф
- 1915 — Женщина — бездельник в парке
- 1915 — Бегство в автомобиле — граф Хлорид-де-Лайм
- 1915 — Кармен — Моралес, офицер охраны
- 1915 — Банк — клерк
- 1915 — Бродяга — первый грабитель
- 1915 — Вечер в мюзик-холле — француз / негр на галёрке / партнёр танцовщицы
- 1915 — Работа — любовник
- 1915 — Зашанхаенный — завербованный матрос
- 1916 — Полиция — продавец фруктов / хозяин ночлежки / полицейский
- 1916 — Обозрение творчества Чаплина в «Эссеней» — первый грабитель / актёр в роли гусарского офицера / денди / клерк
- 1916 — Контролёр универмага — покупатель чемодана
- 1916 — Пожарный — хозяин горящего дома
- 1916 — Скиталец — старый еврей / старуха-цыганка
- 1916 — Граф — граф Броко
- 1918 — С утра пораньше — честный жулик
- 1918 — Тройная неприятность — «дипломат» / хозяин ночлежки
- 1920 — Остров любви
- 1922 — Кровь и песок — Антонио
- 1940 — Великий диктатор — парикмахер Хинкеля
- 1943 — Истоки опасности — агент